# Tank (Automarke)
Tank (chinesisch: 坦克) ist eine Marke für Geländewagen des chinesischen Automobilherstellers Great Wall Motor. Nachdem das Modell Tank 300 noch im Dezember 2020 unter der Marke Wey in den Handel gekommen war, gab Great Wall Motors im März 2021 bekannt, Geländewagen zukünftig unter der eigenständigen Marke Tank vermarkten zu wollen. Der Tank 300 ist dann das erste Modell der Marke. Im Rahmen der im April 2021 stattfindenden Shanghai Auto Show wurden dann mit dem Tank 700 und dem Tank 800 zwei weitere Geländewagen der Marke präsentiert. Der rund fünf Meter lange Tank 500 wurde im August 2021 im Rahmen der Chengdu Auto Show gezeigt, genauso wie der Tank 400.

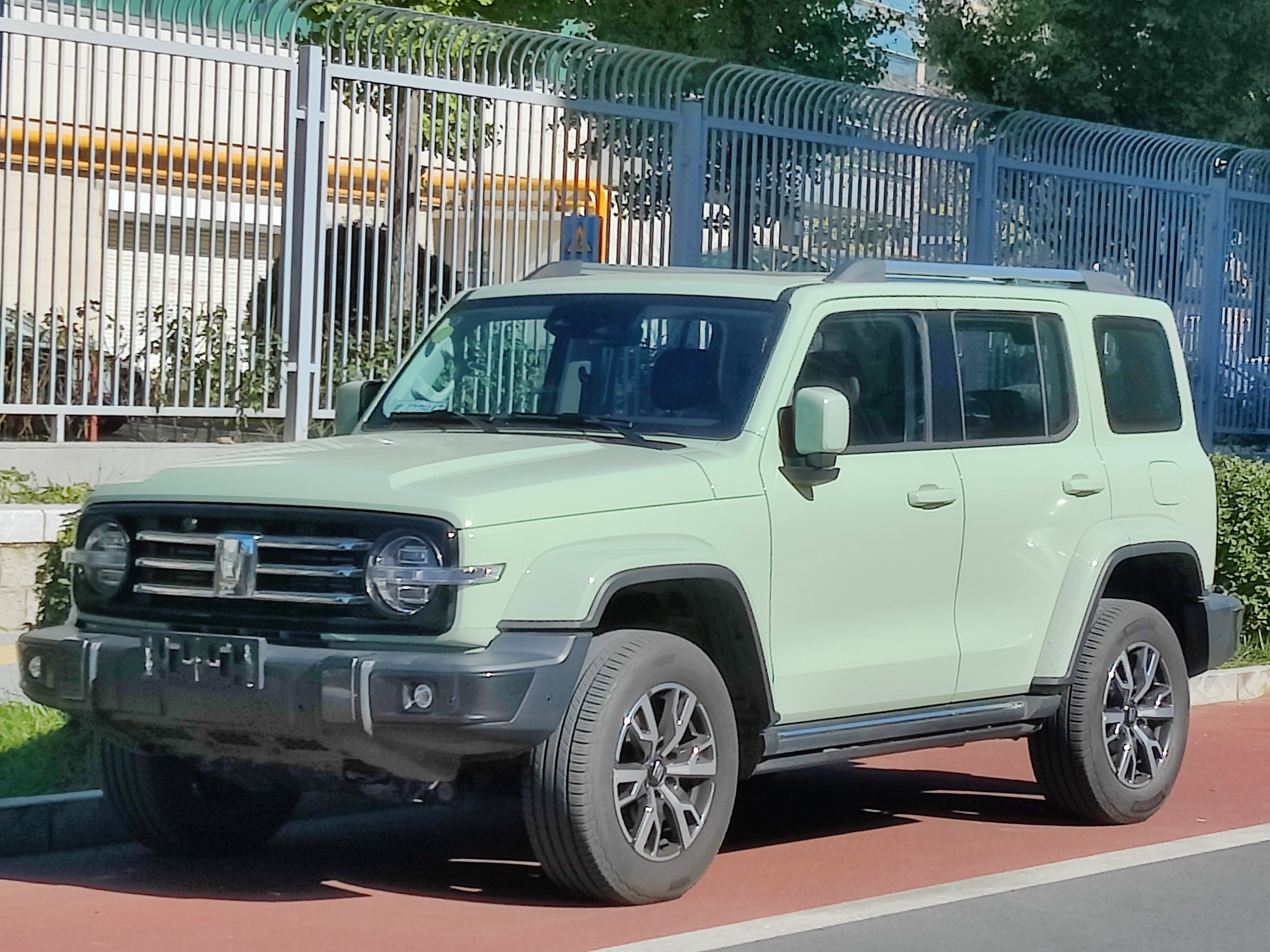
Tank 300
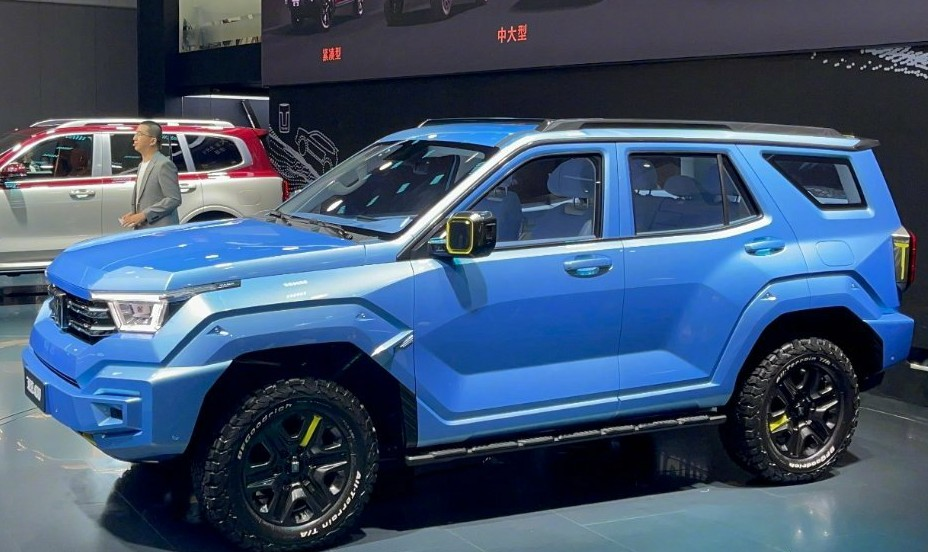
Tank 400
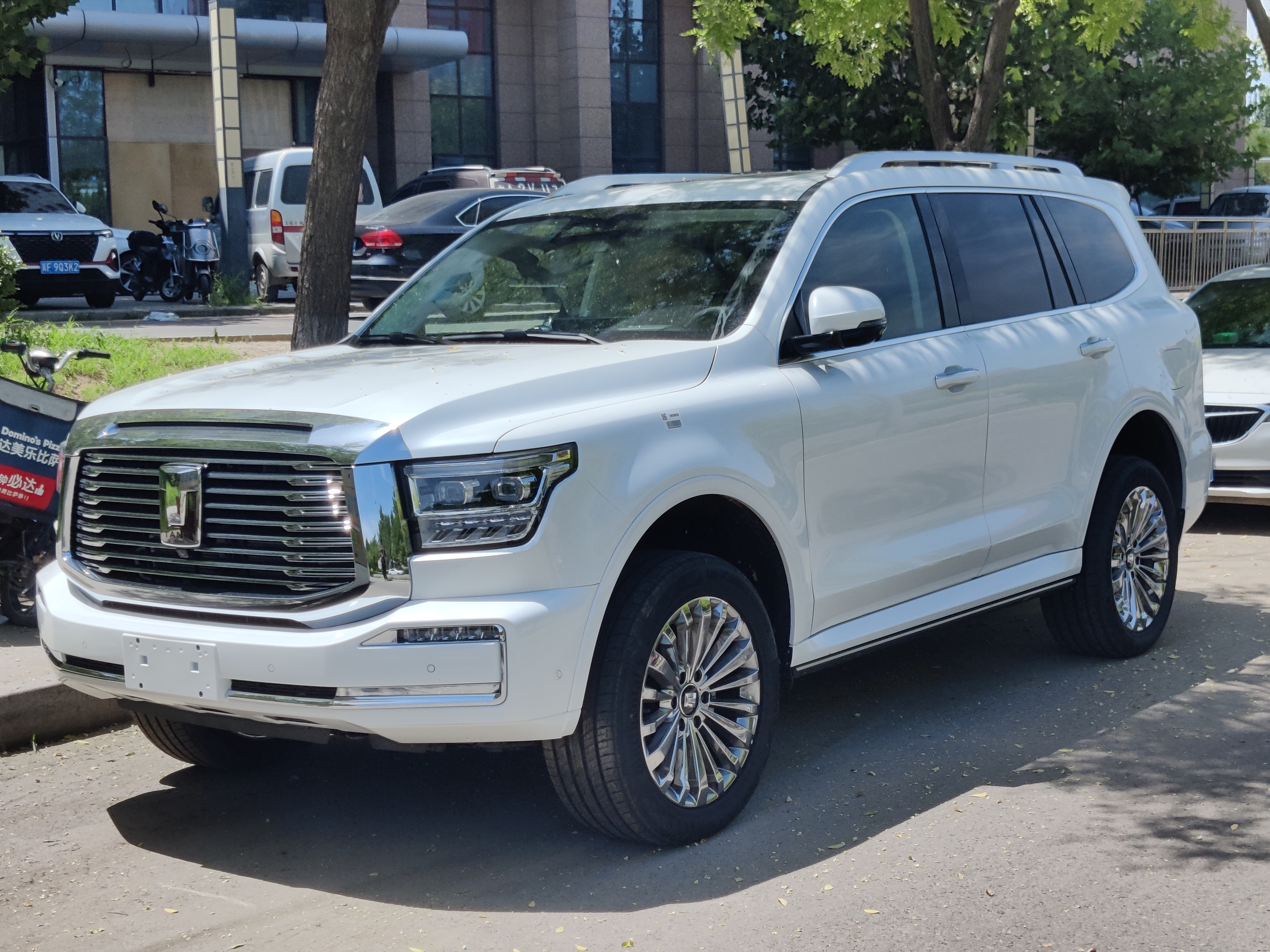
Tank 500
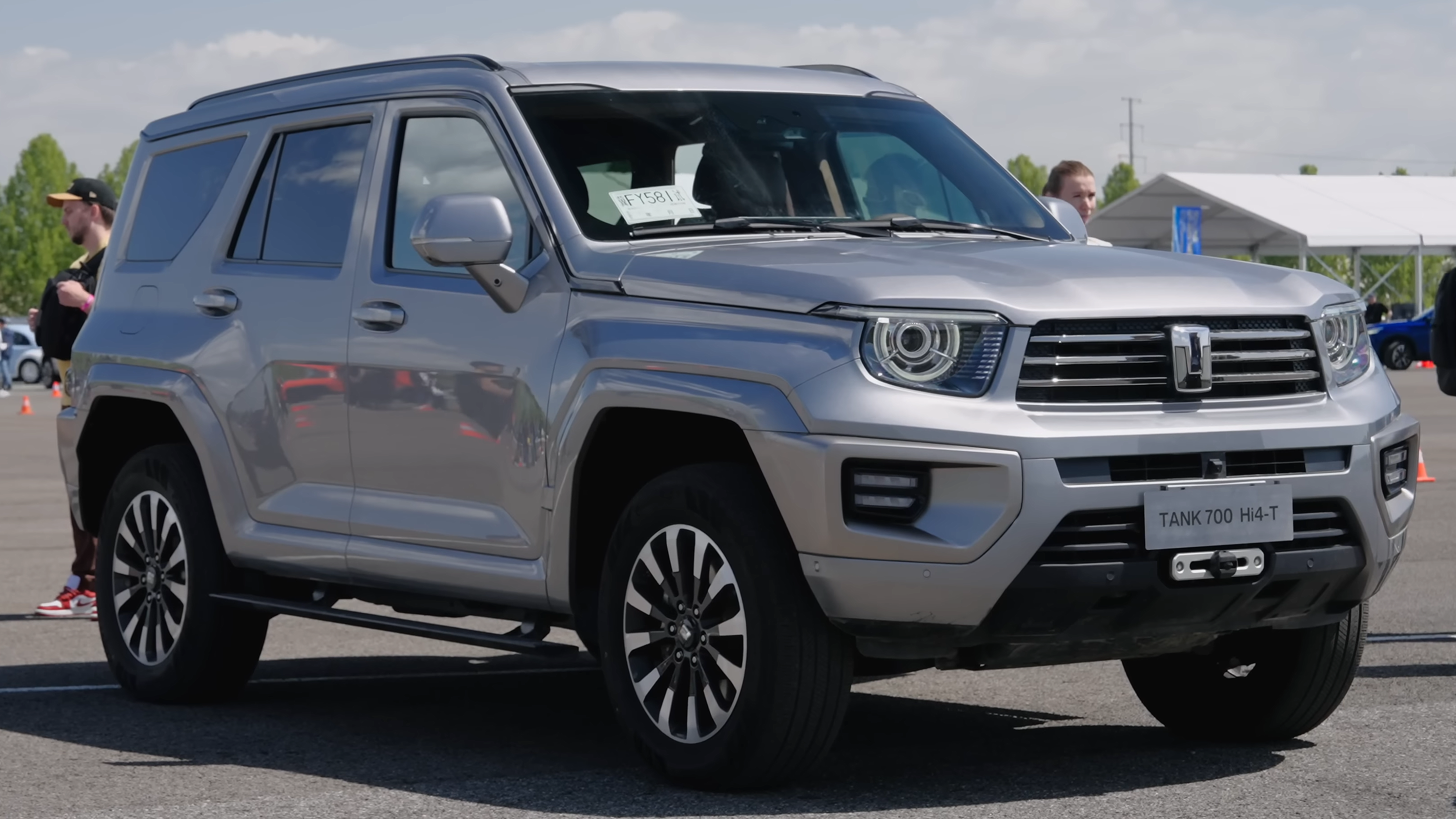
Tank 700
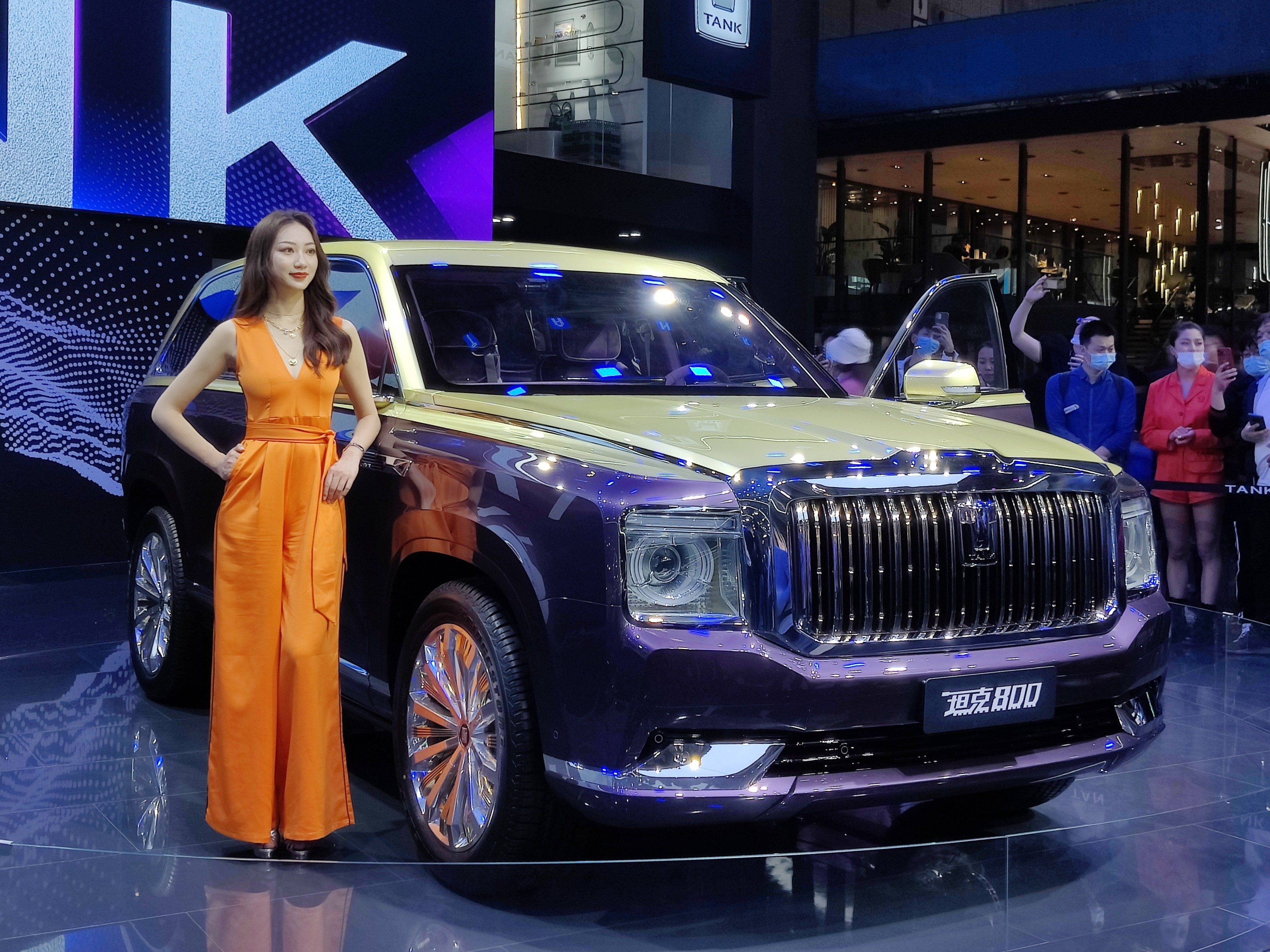
Tank 800

## Verkaufszahlen in China
Im ersten Verkaufsjahr 2021 sind in der Volksrepublik China insgesamt 84.588 Neuwagen der Marke Tank verkauft worden.
| Jahr                             |      |  | Stück  |        |
| 2021                             | 2021 |  | 84.588 | 84.588 |
| Verkaufszahlen in China, Quelle: |      |  |        |        |